# Victoria Granatto
María Victoria „Vicky“ Granatto (* 9. April 1991 in Buenos Aires) ist eine argentinische Hockeyspielerin. Sie gewann mit der argentinischen Nationalmannschaft 2021 eine olympische Silbermedaille.

## Sportliche Karriere
Die Stürmerin debütierte 2019 in der Nationalmannschaft. In diesem Jahr gewann die argentinische Mannschaft die Goldmedaille bei den Panamerikanischen Spielen in Lima. Bei den Olympischen Spielen in Tokio belegten die Argentinierinnen in ihrer Vorrundengruppe nur den dritten Platz. Mit einem 3:0-Sieg im Viertelfinale gegen die deutsche Mannschaft und einem 2:1-Halbfinalsieg über die Inderinnen erreichten die Argentinierinnen das Finale gegen die Niederländerinnen. Die Argentinierinnen unterlagen mit 1:3 und erhielten die Silbermedaille. Das Olympiafinale war ihr 33. Länderspiel.
Im Jahr darauf erreichten die Argentinierinnen bei der Weltmeisterschaft in Terrassa mit einem Sieg im Shootout gegen die deutsche Mannschaft das Endspiel. Dort verloren sie mit 1:3 gegen die Niederländerinnen.
Bei den Olympischen Spielen in Tokio gehörte auch ihre Schwester María José Granatto zur argentinischen Mannschaft. Beide Schwestern spielen auf Vereinsebene für Santa Barbara.